# A Hazard of Hearts
A Hazard of Hearts é um telefilme britânico de 1987, do gênero drama romântico, dirigido por John Hough, com roteiro de Terence Feely baseado em romance de Barbara Cartland e protagonizado por Helena Bonham Carter.